# Distinto (álbum de Diego Torres)
Distinto es el nombre del séptimo álbum de estudio del cantante y compositor argentino Diego Torres. Fue lanzado al mercado por Universal Music Latino el 4 de mayo de 2010..

## Información del disco
El álbum fue producido en su totalidad por Rafael Arcaute, quien tiene experiencia en el pop latino y el rock suave. Antes del lanzamiento del álbum publicó tres sencillos promocionales que fueron lanzados exclusivamente en iTunes. 
Fue precedido por el título único "Guapa", una canción compuesta por él mismo junto a Noel Schajris y Luis Cardoso lanzado el 22 de febrero de 2010, Diego se las arregló para dar con una entrada de la carta número diez en el Billboard Top Latin Songs, que alcanzó el número uno. El segundo sencillo fue "Mi corazón se fue", lanzado el 12 de julio de 2010. Alcanzó el número veintiséis de los Latin Pop Songs, el tercer sencillo fue "No alcanzan las flores", lanzado el 13 de septiembre de 2010.
El álbum debutó en el número 33 en la lista de Billboard Top Latin, en los álbumes Latin Pop el disco debutó en el número 8, convirtiéndose en su debut más alto de las listas de Estados Unidos en comparación con sus anteriores discos. En la lista de álbumes españoles el álbum debutó en el número 34 por lo que es su segunda entrada en la tabla. 
El álbum también debutó en las listas de los álbumes de México en el número 21 y el número 12 en la lista Pop Albums mexicana.

## Lista de canciones
| Distinto |                                       |                                                                  |          |  |
| N.º      | Título                                | Escritor(es)                                                     | Duración |  |
| 1.       | «Mi corazón se fue»                   | Diego Torres · Gian Marco                                        | 3:46     |  |
| 2.       | «Mirar atrás» (con La Mala Rodríguez) | Diego Torres · Luis Cardoso · Rafa Arcaute                       | 3:18     |  |
| 3.       | «Come on»                             | Diego Torres · Marcelo Wengrovski                                | 3:31     |  |
| 4.       | «Guapa»                               | Diego Torres · Luis Cardoso · Noel Schajris                      | 3:24     |  |
| 5.       | «En un segundo»                       | Diego Torres · Marcelo Wengrovski                                | 3:20     |  |
| 6.       | «El mundo sigue igual»                | Diego Torres · Marcelo Wengrovski                                | 3:55     |  |
| 7.       | «Esto es lo que soy»                  | Diego Torres · Gian Marco · Noel Schajris · Rafa Arcaute         | 3:31     |  |
| 8.       | «No alcanzan las flores»              | Diego Torres · Claudia Brant · Marcelo Wengrovski                | 3:43     |  |
| 9.       | «Bendito» (con Kevin Johansen)        | Diego Torres · Gian Marco · Rafa Arcaute                         | 3:22     |  |
| 10.      | «Cuando no queda nada» (con Yotuel)   | Diego Torres · Claudia Brant · Marcelo Wengrovski · Rafa Arcaute | 3:03     |  |

## Premios y nominaciones
| 2010 | Grammy Latino  | Mejor álbum pop                     | Ganador.  | Ganador.  | Ganador.  | Ganador.  | Ganador.  |
| 2011 | Premios Gardel | "Mejor álbum artista masculino pop" | Ganador.  | Ganador.  | Ganador.  | Ganador.  | Ganador.  |
| 2011 | Premios Quiero | "No alcanzan las flores"            | Nominado. | Nominado. | Nominado. | Nominado. | Nominado. |
| 2012 | Premios Gardel | Mejor álbum pop                     | Ganador.  | Ganador.  | Ganador.  | Ganador.  | Ganador.  |

## Posicionamiento en listas
| Listas (2010)                     | Mejor posición |
| --------------------------------- | -------------- |
| Estados Unidos (Latin Pop Albums) | 5              |